# 粉雪 (レミオロメンの曲)
「粉雪」（こなゆき）は、日本のロックバンド・レミオロメンのメジャー7作目（通算8作目）のシングル。

## 背景・リリース
- 前作「蒼の世界」から1ヶ月ぶりにして、2ヶ月連続リリースの第2弾シングル[1]。
- 表題曲は沢尻エリカ主演のテレビドラマ『1リットルの涙』の挿入歌に起用され、初のテレビドラマタイアップが付いた[1][2]。
- 「アカシア」以来4作ぶりに編曲クレジット表記が戻った。また、今作からプロデュースクレジット表記でバンド名と小林武史の順番が逆になった。
- 初回限定盤と通常盤の2形態で発売され、初回限定盤はスリーブケース付きブックケース仕様のCD EXTRA規格で表題曲のミュージック・ビデオが収録された。
- 今作で『ミュージックステーション』に2度出演し[3][4]、『ミュージックステーションスーパーライブ』に初出演を果たした[5]。
- 今作で『第60回NHK紅白歌合戦』に初出場を果たした。
- オリコンチャート初登場4位、最高2位を獲得[6]。2作連続でのトップ3入りと月間チャート入りを果たした。また、シングルとしては初の年間チャート入りを果たしている[注 1]。サウンドスキャンジャパンでは3度にわたり週間1位を獲得している[7][8][9]。さらに、「3月9日」以来5作ぶりに日本レコード協会からゴールドディスク認定を受けている。

## 収録内容
| 全作詞・作曲: 藤巻亮太、全編曲: レミオロメン & 小林武史。 |                                                     |           |            |                                           |      |
| #                                                         | タイトル                                            | 作詞      | 作曲・編曲 |                                           | 時間 |
| 1.                                                        | 「粉雪」(フジテレビ系ドラマ『1リットルの涙』挿入歌) | 藤巻亮太  | 藤巻亮太   | ストリングスアレンジ: 小林武史 & 四家卯大 | 5:25 |
| 2.                                                        | 「No Border」                                       | 藤巻亮太  | 藤巻亮太   | ブラスアレンジ: 小林武史                  | 4:59 |
| 3.                                                        | 「3/9 with Quartet」                                | 藤巻亮太  | 藤巻亮太   | ストリングスアレンジ: 小林武史 & 四家卯大 | 5:00 |
| 合計時間:                                                 | 合計時間:                                           | 合計時間: | 15:24      |                                           |      |

### 楽曲解説
1. 3/9 with Quartet
メジャー2ndシングルの表題曲のカルテットバージョン。

## 参加ミュージシャン
レミオロメン
- 藤巻亮太：Vocal & Guitar
- 神宮司治：Drums
- 前田啓介：Bass

サポートミュージシャン
- 小林武史：Keyboards (全曲)
- 沖祥子：Violin (#1)
- 南條由起：Violin (#1)
- 下川美帆：Violin (#1)
- 守田マヤ：Violin (#1)
- 渡辺一雄：Violin (#1)
- 長尾珠代：Violin (#1)
- 菊地幹代：Viola (#1)
- 成瀬かおり：Viola (#1)
- 四家卯大：Cello (#1)
- 安達練：Computer Programmed

## タイアップ
- 火曜9時枠連続ドラマ『1リットルの涙』挿入歌 (#1)
- 日本テレビ系列『ダウンタウンのガキの使いやあらへんで大晦日SP 絶対に笑ってはいけないトレジャーハンター24時』エンディングテーマ - 番組の内容に合わせた替え歌になっている。

## 収録アルバム
- HORIZON (#1)
- レミオベスト (#1)

## カバー
- 2007年8月22日：LOVERS ROCREW - ヒット曲をラヴァーズ・ロック調にアレンジしたアルバム『LOVERS POP』に収録。
- 2008年11月：日之内エミ - シングル「片想い」のカップリングとして収録。
- 2013年：BENI - 英語詞によるカバー。シングル「粉雪」、アルバム『COVERS:3』に収録。
- 2017年12月：ソン・シギョン - アルバム『DRAMA』に収録。
- 2019年4月3日：藤巻亮太 - アルバム『RYOTA FUJIMAKI Acoustic Recordings 2000-2010』にてリメイク（セルフカバー）。
- 2019年：TVアニメ「からかい上手の高木さん2」より、高木さんの声優を務める高橋李依がカバーし、『「からかい上手の高木さん2」Cover Song Collection』に収録。
- 2019年12月：Toshl - アルバム『IM A SINGER VOL.2』に収録。
- 2020年11月：鬼龍院翔 - 通販限定アルバム『うたってきりりんぱ 2nd Season』に収録。
- 2021年12月：福原遥 - シングル「Lucky Days feat. OKAMOTO'S」のカップリングとして収録。
- 2021年12月22日：中島美嘉 - アルバム『MESSAGE 〜Piano & Voice〜』に収録。
- 2022年7月：に浅沼晋太郎アルバム『[Re:collection] HIT SONG cover series feat.voice actors 〜00's-10's EDITION〜』に収録。
- 2023年12月：Afterglow［美竹蘭（佐倉綾音）］ - ゲーム『バンドリ! ガールズバンドパーティ!』に収録[10]。